# Gare de Poznań Polodany
La gare de Poznań Polodany est une gare ferroviaire polonaise de la ligne de Poznań à Piła, située sur le territoire de la ville de Poznań entre les quartiers de Polodany et Strzeszyn.

## Histoire
La gare a ouvert en 1922, avant de fermer en 1987 et de rouvrir en 2019.